# FC Nenzing
Der FC Nenzing ist ein Fußballverein aus der Vorarlberger Marktgemeinde Nenzing. Der Verein gehört dem Vorarlberger Fußballverband (VFV) an und spielt seit der Saison 2023/24 in der Eliteliga Vorarlberg, der vierthöchsten Spielklasse.

## Geschichte
Der FC Nenzing wurde im Jahre 1955 gegründet. In der Saison 1962/63 stieg der Klub erstmals in die Landesliga, die höchste Spielklasse des Bundeslandes, auf. In dieser hielt sich der Verein drei Saisonen lang, ehe man 1966 wieder den Gang ins Unterhaus antreten musste. Nach drei Jahren Abwesenheit stieg Nenzing am End der Saison 1968/69 wieder in die Landesliga auf. Diesmal dauerte es zwei Jahre, ehe der Verein 1970/71 als Tabellenschlusslicht wieder abstieg. In der Saison 1971/72 konnte die Mannschaft aber als Meister der 1. Landesklasse direkt wieder in die höchste Vorarlberger Spielklasse aufsteigen. Nach drei Saisonen in der Landesliga folgte 1975 als Tabellenletzter der abermalige Abstieg ins Unterhaus.
Diesmal benötigte Nenzing vier Jahre, ehe man 1979 ein viertes Mal den Aufstieg in die Landesliga bejubeln durfte. In dieser hielt sich der Verein neun Jahre, ehe 1988 der Abstieg in die 1. Landesklasse folgte. Das Team schaffte aber 1989 den direkten Wiederaufstieg. In der Saison 1990/91 wurde Nenzing zum ersten Mal in der Vereinsgeschichte Vorarlberger Meister und stieg in Folge auch erstmals in die drittklassige Regionalliga West auf. In dieser belegte der Verein in seiner Debütsaison den elften Rang. Nach der Saison 1991/92 wurde die Westliga allerdings aufgelöst und die Vereine kehrten in die jeweilige Landesliga ihres Bundeslandes zurück. 1996 stieg Nenzing dann wieder in die fünftklassige Landesliga ab (wie die fünfte Spielstufe nun hieß). 1997 gelang der Wiederaufstieg in die Vorarlbergliga. In der Saison 1997/98 wurde Nenzing dann Vizemeister hinter dem SC Göfis, der jedoch auf den Regionalligaaufstieg verzichtete, womit Nenzing in die mittlerweile wieder existente Westliga aufsteigen durfte. Der Verein hielt sich drei Jahre lang bravourös in der Regionalliga, ehe man in der Saison 2001/02 als abgeschlagener Tabellenletzter wieder den Gang in die Vorarlbergliga antreten musste.
Dort hatte man in den kommenden Saisonen mit dem Wiederaufstieg nichts zu tun – mit Ausnahme der Saison 2002/03 klassierte sich der Verein immer in der unteren Tabellenhälfte. In der Saison 2008/09 war Nenzing nicht konkurrenzfähig und stieg in logischer Konsequenz als Tabellenletzter nach 12 Jahren wieder ins Unterhaus ab. Auf den Klassenerhalt fehlten dem Verein 18 Punkte. In der Landesliga wurde Nenzing in der Saison 2009/10 Vizemeister hinter dem FC Sulzberg und stieg somit direkt wieder in die Vorarlbergliga auf. In der Saison 2010/11 belegte das Team noch den respektablen fünften Rang, ehe man in den kommenden Spielzeiten wieder nur noch im hinteren Feld der Tabelle wiederzufinden war. In der Saison 2014/15 folgte dann als 13. nach fünf Jahren wieder der Abstieg in die Landesliga. Aber auch diesmal gelang Nenzing als Vizemeister hinter dem FC Lauterach am Ende der Saison 2015/16 der direkte Wiederaufstieg ins Oberhaus.